# Prix Extraordinaire des Utopiales
Le Prix Extraordinaire des Utopiales, décerné depuis 2015 dans le cadre du festival international de science-fiction Utopiales, récompense un artiste ou un écrivain pour l'ensemble de sa carrière dans le domaine de la science-fiction.

## Palmarès
- 2015 : Manchu
- 2016 : Gérard Klein et Denis Bajram
- 2017 : Pierre Bordage
- 2018 : Elisabeth Vonarburg
- 2019 : Alejandro Jodorowsky[1]
- 2021 : Joëlle Wintrebert
- 2022 : Jean-Pierre Dionnet
- 2023 : Chantal Montellier
- 2024 : Francis Berthelot [2]